# Joss Whedon
Joseph "Joss" Hill Whedon (født 23. juni 1964) er en amerikansk tekstforfatter, instruktør, producent, og skaber af forskellige TV-serier, mest kendt er Buffy - Vampyrernes Skræk. Han har også skrevet flere filmmanuskripter og tegneserier. I 1997 startede han selskabet Mutant Enemy som producerede Buffy og de efterfølgende serier, bl.a. Angel og Firefly. Whedon har desuden skrevet og instrueret Marvel's The Avengers (2012) og dens efterfølger, Avengers: Age of Ultron (2015).
Whedon er opvokset på Manhattan i New York, gik på Winchester College i England og afsluttede en filmuddannelse ved Wesleyan University i 1987. Efter studierne flyttede Whedon til Los Angeles og fik sin første skrivejob i TV-serien Roseanne. Joss Whedon er blevet kaldt verdens første tredjegenerations manuskriptforfatter, siden både hans far og bedstefar skrev manuskripter til TV-serier.